# IC 4151
IC 4151 — галактика типу P (особлива галактика) у сузір'ї Гончі Пси.
Цей об'єкт міститься в оригінальній редакції індексного каталогу.